# Рапсодия в бяло
„Рапсодия в бяло“ е български игрален филм (трагикомедия) от 2002 година, по сценарий и режисура на Теди Москов. Оператор е Иван Тонев. Музиката във филма е композирана от Антони Дончев.

## Сюжет
„Това е историята на една жена, но не съвсем жена. Не съвсем, защото е смешновато дебеличка и защото е клоун... През цялото време клоунът пречи на жената, а жената – на клоуна. Как и кога тези две страни ще сключат примирие и ще се обединят, за да свършат нещо заедно? Това е един от въпросите, на които ще отговоря. Въобще всичко в живота на тази героиня е не съвсем: работи като актриса, но не съвсем. Изиграва ролята на своя живот, но не съвсем. Накрая загива, но не съвсем... Това е филм за борбата със страшния непобедим враг – баналността на живота. Ще се прокрадва Чеховска провинциална безнадеждност, разчупена от резки обрати на Чаплиновски хумор. Един поклон пред нямото кино и Чехов.“

## Актьорски състав
- Мая Новоселска – Дана
- Филип Трифонов – Директорът
- Самуел Финци – Алпинистът
- Ирина Маринова – Жозефина
- Христо Димитров-Хиндо – Кларнетистът
- Ивайло Христов – Полицайчето
- Диян Мачев – Лейтенантът
- Кръстьо Лафазанов – Лакомникът
- Златина Тодева – Мама злата
- Христо Гърбов – Отговорникът
- Константин Коцев – Загубен старик
- Георги Калоянчев – Старец в старчески дом
- Стоянка Мутафова – Старица в старчески дом
- Никола Анастасов – Старец в старчески дом
- Иван Григоров – Старец в старчески дом
- Димитър Манчев – Старец в старчески дом
- Стефан Костов – Старец в старчески дом
- Люба Трифонова – Старица в старчески дом
- Илия Пенев – Старец в старчески дом
- Катя Динева – Старица в старчески дом
- Диана Цолевска – Актриса в куклен театър
- Марин Младенов – Актьор в куклен театър
- Камен Донев – Актьор в куклен театър
- Вяра Коларова – Актриса в куклен театър
- Владимир Колев – Актьор в куклен театър
- Светлана Янчева – Касиерка на гарата
- Максим Генчев – Охрана
- Владимир Пенев – Гласът на автора
- Рангел Вълчанов – Председател на комисията
- Антон Маринов – Член на комисията
- Иван Балевски – Член на комисията
- Никола Додов – Шофьор на трабант
- Валентин Танев – Посетител в Тото пункт
- Александър Дойнов – Майорът

## Награди
- Наградата на ФИПРЕССИ, (Киев, Украйна, 2002).
- Наградата на името на „Ив Монтан“ за женска роля на Мая Новоселска, (Киев, Украйна, 2002).
- Награда за най-добър оператор, МФФ, (София, 2003).
- Специалната награда на журито на „Златна ракла, (Пловдив, 2003).
- Награда на СБФД за сценография на Гееорги Тодоров, (2003).